# سورو
 سورو  ، قرية صغيرة تتبع البلدة المركزية (بالفارسية: بخش مرکزی شهرستان بندر لنگه) من توابع مدينة لنجة وتقع في محافظة هرمزگان في جنوب إيران. تقع قرية « سورو » في غرب قرية جاه مسلم على بعد 6 كيلومترات.

## حدود قرية سورو
حدود قرية سورو: من الشمال: قرية ارمك، ومن الجنوب كندران، ومن الغرب باوردان، ومن الشرق تنتهي بقرية جاه مسلم.

## السكان
يبلغ عدد سكان هذه القرية حسب تعداد السكان لعام 2006 للميلاد، (400 ) نسمه من أهل السنة والجماعة وعلى المذهب الشافعي. لهم مسجد، ومدرسة، وعيادة صحية صغيرة، وبركتان لحفظ مياه الأمطار، يمتهنون بتربية المواشي والزراعة، ولهم 2000 نخلة مثمرة،.يمتهنون بمهنة الزراعة وتربية المواشي، والأغنام، وصيد الأسماك.